# Per Krøldrup
Per Billeskov Krøldrup (* 31. Juli 1979 in Farsø) ist ein dänischer ehemaliger Fußballspieler.

## Vereinskarriere
Krøldrup begann seine Karriere in der Jugend seines Heimatvereins Farsø Ullits. 1994 folgte mit dem Wechsel in die Jugend von Aalborg Chang sein erster Karrieresprung. Beim kleinen Aalborger Verein reifte er unbemerkt von allen dänischen Jugendauswahlen zum Abwehrtalent heran, ehe er 1998 im Alter von 18 Jahren vom damaligen dänischen Zweitligisten B.93 Kopenhagen unter Vertrag genommen wurde. 
Beim traditionsreichen Kopenhagener Ausbildungsverein erlangte er daraufhin überraschend auf Anhieb einen Stammplatz in der Innenverteidigung und spielte eine starke Debütsaison. B93 konnte mit 39 Gegentoren die zweitbeste Defensive der Liga verbuchen, was die Mannschaft zu einem Großteil seinen starken Leistungen zu verdanken hatte. Gemeinsam mit David Rasmussen galt er als die Entdeckung der Spielzeit. In der Folgesaison war er bereits ein unverzichtbares Mitglied der Mannschaft und galt im Alter von 19 als jüngster Abwehrorganisator der Liga. Zusätzlich zu seinem starken Defensivspiel überzeugte er mit fünf Saisontoren auch in der Offensive, woraufhin er zur begehrten Transferaktie avancierte. Nachdem zur Sommerübertrittszeit sein Vertrag ausgelaufen war, entschied er sich zu einem Wechsel nach Italien zu Udinese Calcio.
Eigentlich als Perspektivspieler für die Jugendmannschaft eingeplant, kam er unter Trainer Luciano Spalletti bereits in seiner Debütsaison zu insgesamt zehn Ligaeinsätzen mit einem Torerfolg in der Serie A. In der Folgespielzeit wurde er von Spalletti weiter forciert und neben Routinier Roberto Néstor Sensini als etatmäßiger Innenverteidiger installiert. Die Viererkette mit Mirko Pieri und Marek Jankulovski auf den Außenpositionen entwickelte sich daraufhin zum Prunkstück der Mannschaft, wobei Krøldrup vordergründig einen ultra-defensiven Part spielte und fast ausschließlich die Neutralisierung des gegnerischen Star-Stürmers zur Aufgabe hatte. 
Zur Spielzeit 2004/05 konnte Udinese dank seines Sturmduos Iaquinta/Di Michele auch in der Offensive Akzente setzen und konnte sich im oberen Tabellendrittel festsetzen. Der Verein schaffte mit Tabellenrang vier einen Qualifikationsplatz für die Champions League und galt als eine der positiven Überraschungsmannschaften der Saison. Krøldrup war in der Zwischenzeit zum gestandenen Serie-A-Verteidiger herangereift und konnte aus mehreren Vertragsangeboten größerer Vereine wählen.
Der Liverpooler Traditionsverein FC Everton erhielt daraufhin für knapp sieben Millionen Euro den Zuschlag. Bei den Toffees war er als Stammspieler eingeplant, der den in die Jahre gekommenen David Weir ersetzen sollte. Noch vor seinem ersten Bewerbsspiel für Everton verletzte er sich jedoch schwer an der Leiste und fiel erstmals lange aus. Erst am 26. Dezember 2005 feierte er sein Debüt für Everton in der Premier League gegen Aston Villa. Everton verlor 4:0, die vierthöchste Auswärtsniederlage in der Geschichte des Vereins. Krøldrup der mit Joseph Yobo die Innenverteidigung der Toffees gebildet hatte, war restlos überfordert und der schlechteste Spieler seiner Mannschaft. Es folgte eine mediale Hinrichtung des Spielers nach dem Spiel. Damit war seine Karriere in Liverpool nach nur einem Spiel so gut wie beendet. Krøldrup, wie auch der Verein drängten daraufhin auf einen Wechsel, der in der Winterpause vonstattenging, als er für knapp vier Millionen Euro zurück nach Italien zum AC Florenz wechselte. Krøldrup hatte in seinem halben Jahr bei Everton lediglich 147 Einsatzminuten zu verbuchen und wurde aufgrund seiner hohen Ablösesumme von der Times zum schlechtesten Premier-League-Transfer aller Zeiten gewählt.
Zurück in Italien erlangte er unter Trainer Cesare Prandelli wieder den Status des Stammspielers und konnte an seine bereits früher gezeigten Leistungen anknüpfen. Seither spielt er mit der Fiorentina im oberen Tabellendrittel der Serie A und gilt als einer der zweikampfstärksten Spieler der Liga. In der Spielzeit 2007/08 bildete er gemeinsam mit Tomáš Ujfaluši das stärkste Innenverteidiger-Duo der Liga, als Florenz nur 31 Gegentore hinnehmen musste. In den Saisons 2008/09 und 2009/10 spielte er mit den Toskanern in der UEFA Champions League. In der Saison 2009/10 traf er einmal (gegen den FC Bayern). Am 17. Mai 2010 verlängerte er seinen auslaufenden Vertrag bis 2012. Er kam in der Saison 2010/11 lediglich in 19 Einsätzen zum Einsatz. In der Saison 2011/12 spielte Krøldrup, auch wegen Verletzungen, in keinem einzigen Spiel. Sein Vertrag wurde nicht verlängert.
Im März 2013 wurde der vereinslose Akteur vom abstiegsbedrohten italienischen Erstligisten Delfino Pescara 1936 verpflichtet. In der Saison 2013/14 spielte er in der 1. portugiesischen Liga für den SC Olhanense, der am Ende der Saison abstieg. Krøldrup beendete mit diesem Abstieg seine Karriere.

## Nationalmannschaft
Krøldrup gilt als Spätstarter auf internationaler Ebene für Dänemark, da er in keine Jugendauswahl seines Landes einberufen wurde. Er war bereits Stammspieler bei Udinese, als er am 18. Februar 2004 beim 0:1-Auswärtssieg im Freundschaftsspiel gegen die Türkei in der dänischen Fußballnationalmannschaft debütierte.
Es folgten vier weitere Freundschaftsspiele, ehe er überraschend in den endgültigen Kader Dänemarks für die Fußball-Europameisterschaft 2004 nominiert wurde. Im Verlauf des Turniers war er jedoch neben Thomas Kahlenberg der einzige Feldspieler der nicht eingesetzt wurde.
Bis auf eine halbjährige verletzungs- und formbedingte Auszeit während seines Aufenthalts bei Everton, ist er seitdem uneingeschränkter Stammspieler in der Innenverteidigung der Dänen. 
2010 nahm er an der Fußball-Weltmeisterschaft in Südafrika teil, blieb aber torlos.

## Sonstiges
Mit seinen beiden Transfers von Udinese zu Everton und wieder zurück nach Italien zu Florenz avancierte er indirekt zum Retter seines Jugendvereins Aalborg Chang. Dieser war zum Ende der Spielzeit 2004 in den Konkurs geschlittert und stand knapp vor der Auflösung. Durch die hohen Ablösesummen, die bei beiden Transfers von Krøldrup den Klub wechselten, kassierte auch Chang zwei Mal eine hohe Ausbildungsentschädigung, wodurch der Verein weiterbestehen konnte.